# All You Need Is Love (Programa de televisão)
All You Need Is Love  é um programa de televisão português, produzido pela Endemol Shine Iberia e exibido pela SIC, entre 1994 e 1997. Após 25 anos fora do ar, o programa é renovado para uma nova temporada, com estreia marcada para 2023. O programa é baseado num formato original holandês.

## Apresentadores
| Apresentadores   | Edições | Edições | Edições | Edições              | Edições        | Edições |
| Apresentadores   | 1       | 2       | 3       | Especial Aniversário | Especial Natal | 4       |
| ---------------- | ------- | ------- | ------- | -------------------- | -------------- | ------- |
| Lídia Franco     |         | —       | —       | —                    | —              | —       |
| Fátima Lopes     | —       |         |         |                      |                |         |
| João Paulo Sousa | —       | —       | —       |                      |                |         |

## Formato
A equipa do programa percorre Portugal inteiro numa carrinha por forma a falar com as pessoas que estariam interessadas em participar, seja porque não encontravam namorado/a, seja porque se encontravam longe de quem gostavam, etc. O programa era feito de encontros e reencontros entre casais. O assunto encontrava-se sempre relacionado com o amor romântico, tal como o título do programa bem alude, e não raras vezes a equipa surpreendia positivamente muitos dos seus participantes.

## Produção
O All You Need Is Love foi uma das principais novidades da SIC para a nova grelha de 1994. Produzido pela Endemol Shine Iberia a partir de um formato original holandês, o programa já fazia sucesso em diversos países europeus até chegar a Portugal. A primeira temporada foi apresentada por Lídia Franco, as duas seguintes por Fátima Lopes, no segundo projeto televisivo de Fátima Lopes, depois do Perdoa-me.
Conjuntamente com Perdoa-me, foi pioneiro no género em Portugal. A música do genérico e que acompanhava praticamente todas as emissões era a famosa música dos Beatles All You Need Is Love, de onde vem também o nome do programa. Anos mais tarde na celebração dos quinze anos da SIC, Lídia Franco ao falar da sua apresentação neste programa, concordou em sentir-se por vezes "a madrinha do amor".
Em maio de 2022, como parte das comemorações dos 30 anos da SIC, é anunciado o regresso do programa, 28 anos depois da sua estreia. Mais tarde, é anunciado que João Paulo Sousa estaria ao lado de Fátima Lopes na apresentação da nova temporada do programa, para que a apresentadora possa conciliar as gravações do All You Need Is Love com o Caixa Mágica, que apresenta semanalmente nas tardes de sábado na SIC.
A promoção do regresso arrancou a 6 de setembro de 2022. Um mês depois, é revelado que o programa regressa a 9 de outubro de 2022, tratando-se apenas de uma emissão especial em comemoração do aniversário do canal.
Semanas depois, é revelado que o programa teria mais uma edição especial, desta vez a 18 de dezembro de 2022, tratando-se de uma emissão de Natal.
A estreia da nova temporada é anunciada para 11 de fevereiro de 2023, como forma de assinalar a semana do dia dos namorados. Ao contrário dos especiais, que foram emitidos ao domingo, os episódios da nova temporada serão emitidos nas noites de sábado.

## Audiências
| #                    | Data                    | Audiência            | Audiência            | Audiência            | Ref.                 |
| #                    | Data                    | Espectadores         | Rating               | Share                | Ref.                 |
| Especial Aniversário | Especial Aniversário    | Especial Aniversário | Especial Aniversário | Especial Aniversário | Especial Aniversário |
| -------------------- | ----------------------- | -------------------- | -------------------- | -------------------- | -------------------- |
| 1                    | 9 de outubro de 2022    | 749 800              | 7,9%                 | 17,8%                | [ 15 ]               |
| Especial Natal       |                         |                      |                      |                      |                      |
| 1                    | 18 de dezembro de 2022  | 522 400              | 5,5%                 | 12.8%                | [ 16 ]               |
| Temporada 4          |                         |                      |                      |                      |                      |
| 1                    | 11 de fevereiro de 2023 | 521 000              | 5,5%                 | 14,0%                | [ 17 ]               |
| 2                    | 18 de fevereiro de 2023 | 194 800              | 2,0%                 | 11,1%                | [ 18 ]               |
| 3                    | 4 de março de 2023      |                      |                      |                      |                      |
| 4                    | 11 de março de 2023     |                      |                      |                      |                      |
| 5                    | 18 de março de 2023     |                      |                      |                      |                      |
| 6                    | 25 de março de 2023     |                      |                      |                      |                      |

## Polémicas
Um dos segmentos que mais polémica causou na altura era o chamado "Bar All You Need is Love", no qual acontecia uma espécie de speed dating. No programa anterior, era exibido um vídeo de um solteiro (ou solteira), no qual demonstrava interesse em procurar parceiro e, no episódio seguinte, eram proporcionados encontros no bar do programa.
Depois de conversas com os candidatos, o proponente escolhia um, ou uma, e o par recém-formado recebia o envelope "All You Need is Love", que proporcionava um jantar romântico. Os rejeitados tinham direito a um copo de champanhe.
Vários jornalistas e cronistas criticaram o programa pela exploração do desejo dos portugueses aparecerem na televisão, a exposição dos sentimentos da vida privada das pessoas e a veracidade dos casos apresentados. Estas críticas no entanto não impediram o programa de atingir um sucesso estrondoso e de ser recordado como um dos mais marcantes da televisão portuguesa.